# Małgorzata Kotańska
Małgorzata Helena Kotańska – polska biolog, dr hab. nauk przyrodniczych, profesor nadzwyczajny Katedry Biologii Środowiska Wydziału Biologicznego i Rolniczego Uniwersytetu Rzeszowskiego.

## Życiorys
27 lutego 1995 habilitowała się na podstawie pracy zatytułowanej Dynamika zbiorowisk łąk wilgotnych (związek Calthion). Pracowała w Instytucie Botaniki na Wydziale Biologii i Nauk o Ziemi Uniwersytetu Jagiellońskiego.
Została zatrudniona na stanowisku profesora nadzwyczajnego w Katedrze Biologii Środowiska na Wydziale Biologicznym i Rolniczym Uniwersytetu Rzeszowskiego.